# Jan Valckenier Suringar
Jan Valckenier Suringar ( 1864 - 1932 ) fue un botánico neerlandés. Era hijo del también botánico Willem Frederik Reinier Suringar.

## Algunas publicaciones
- 1898. Hyacinthus orientalis L., en Tulipa gesneriana L. op Holland's bollenvelden. 11 pp.

### Libros
- 1898. Het geslacht Cyperus (sensu amplo) in den Maleischen Archipel. Ed. Hugo Suringar. 192 pp.
- 1901. Contributions à l'étude des espèces du genre Melocactus des Indes néerlandaises occidentales. Ed. J. Müller. 39 pp.
- 1908. Linnaeus. Ed. M. Nijhoff. 108 pp.
- 1910. Cyperaceae. Ed. Brill. 19 pp.
- 1927. Een aantal nomenclatuurgevallen van coniferen (Algunos casos de la nomenclatura de coníferas). Ed. Veenmann & Zonen. 84 pp.
- 1930. The American code, the Vienna code and the resolutions of the Imperial botanical conference in London: Will agreement be possible in 1930?. Ed. Boekdrukkerij voorheen Trap. 41 pp.
- La abreviatura «J.V.Suringar» se emplea para indicar a Jan Valckenier Suringar como autoridad en la descripción y clasificación científica de los vegetales.[1]